# Општина Пиетрошани (Арђеш)
Пиетрошани (рум. Pietroşani) општина је у Румунији у округу Арђеш.
Oпштина се налази на надморској висини од 425 m.